# Elio Brasola
Pour les articles homonymes, voir Elio (homonymie).
Elio Brasola, né le 21 mai 1927 à Galzignano Terme (Vénétie) et mort le 8 août 1998, est un coureur cycliste italien, professionnel de 1949 à 1954. Son frère Annibale Brasola a également été coureur professionnel.

## Palmarès
- 1949
  - 2e du Tour des Dolomites
- 1950
  - 3e du Tour des Dolomites
- 1951
  - Trophée Matteotti
- 1953
  - Classement général du Tour de Sicile
  - 2e du Tour de Toscane

## Résultats sur les grands tours

### Tour d'Italie
3 participations
- 1951 : 12e
- 1952 : 19e
- 1953 : 18e